# Episodi di Heartbeat (tredicesima stagione)
La tredicesima stagione della serie televisiva Heartbeat è stata trasmessa in anteprima nel Regno Unito dalla ITV1 tra il 7 settembre 2003 e il 6 giugno 2004.
| nº | Titolo originale           | Titolo italiano | Prima TV UK       | Prima TV Italia |
| -- | -------------------------- | --------------- | ----------------- | --------------- |
| 1  | Speed                      | inedito         | 7 settembre 2003  | inedito         |
| 2  | Dog Days                   | inedito         | 14 settembre 2003 | inedito         |
| 3  | Mother's Little Helpers    | inedito         | 21 settembre 2003 | inedito         |
| 4  | Fool for Love              | inedito         | 5 ottobre 2003    | inedito         |
| 5  | A Family Affair            | inedito         | 12 ottobre 2003   | inedito         |
| 6  | The Holiday's Over         | inedito         | 19 ottobre 2003   | inedito         |
| 7  | Waifs and Strays           | inedito         | 26 ottobre 2003   | inedito         |
| 8  | Brought to Book            | inedito         | 2 novembre 2003   | inedito         |
| 9  | State of Mind              | inedito         | 9 novembre 2003   | inedito         |
| 10 | Down to Earth              | inedito         | 22 febbraio 2004  | inedito         |
| 11 | Mountains and Molehills    | inedito         | 29 febbraio 2004  | inedito         |
| 12 | The Dear Departed          | inedito         | 7 marzo 2004      | inedito         |
| 13 | Dangerous Whispers         | inedito         | 14 marzo 2004     | inedito         |
| 14 | Scent of a Kill            | inedito         | 21 marzo 2004     | inedito         |
| 15 | Daniel                     | inedito         | 28 marzo 2004     | inedito         |
| 16 | One Thing Leads to Another | inedito         | 4 aprile 2004     | inedito         |
| 17 | No Hard Feelings           | inedito         | 11 aprile 2004    | inedito         |
| 18 | Difficult Times            | inedito         | 18 aprile 2004    | inedito         |
| 19 | Nowhere Man                | inedito         | 25 aprile 2004    | inedito         |
| 20 | Swan Song                  | inedito         | 2 maggio 2004     | inedito         |
| 21 | Strangers on a Train       | inedito         | 9 maggio 2004     | inedito         |
| 22 | A Call to Arms             | inedito         | 16 maggio 2004    | inedito         |
| 23 | Muck and Brass             | inedito         | 23 maggio 2004    | inedito         |
| 24 | Double Trouble             | inedito         | 30 maggio 2004    | inedito         |
| 25 | Little Angel               | inedito         | 6 giugno 2004     | inedito         |